# Jérôme Joy
Pour les articles homonymes, voir Joy.
Jérôme Joy, né le 26 décembre 1961 à Nantes, est un compositeur français qui, depuis le début des années 1980, est présent sur la scène internationale de la musique expérimentale et improvisée, électroacoustique, électronique, temps réel, instrumentale et de la musique en réseau.
Après avoir enseigné à l'École nationale supérieure d'art de Nice Villa Arson de 1992 à 2010 (au département Son, à la suite de Lars Fredrikson), il est actuellement professeur à l'École nationale supérieure de Bourges et poursuit un Ph.D. de recherche-création en art audio et musique expérimentale à l'université Laval Québec. De 2001 à 2005, la School of the Art Institute of Chicago SAIC l'a invité en tant que visiting artist. Il est depuis 2004 directeur de recherche de « Locus Sonus » avec Peter Sinclair. Il est aussi cofondateur de plusieurs collectifs et projets de musique expérimentale en France et au Japon (pizMO, PacJap, JOKTTJJEG, JJEL, etc.), de l'ensemble instrumental Proxima Centauri ainsi que du label Tiramizu, et a créé les projets collaboratifs sur Internet Collective JukeBox, nocinema.org, Sobralasolas !, RadioMatic, ForumHub, ou encore, avec Paul Devautour, les projets artistiques Lascaux2 et AGGLO. Depuis 1997, il est membre de la net.art-communauté The Thing (NYC),, un collectif d'artistes et d'activistes.
Depuis les années 1990, il participe à de nombreux festivals, expositions et colloques internationaux et a bénéficié de plusieurs résidences en Europe, en Asie et en Amérique du Nord. En 2012 il a bénéficié d'une résidence de recherche à l'UQÀM à Montréal. 
Ses disques sont distribués par Metamkine, Tiramizu, 23Five/SFMOMA, Fibrr Records et Ohm Avatar. Son livre LOGS est disponible aux éditions è®e. Ses articles sont publiés dans de nombreuses revues anglophones et francophones.

## Parcours
Jérôme Joy débute en 1982 sur les scènes bordelaise et française une série de performances (avec David Ryan et Patrick Ferri), alliant manipulations d'enregistrements, de vinyles et de bandes magnétiques, saturations instrumentales et électroniques noise, et phonographies. Cette série d'œuvres et de projets interdisciplinaires permirent à Jérôme Joy de réaliser, dans les années qui suivront, des œuvres instrumentales, électroniques et électroacoustiques sous différentes formes dépassant la plupart du temps celle du concert, ou, plus justement, en prenant ce dernier sous des angles transgressifs.
Il a fait ses études au conservatoire de Bordeaux  dans les classes de composition instrumentale et de composition électroacoustique, et a suivi les masters-classes et les cours de Luis de Pablo, François Rossé, François Bayle et Ivo Malec.

## Démarche musicale
Ses premières œuvres jouent sur des aspects sonores extrêmes, continuums et superpositions de sons très forts amplifiés, séries de performances et de manipulations sonores brutes en direct et improvisées, avant d'aborder des compositions instrumentales, électroniques et électroacoustiques qui explorent des fréquences sonores intenses et des brouillages à l'aide de modes de jeux instrumentaux non conformes.
Dans son travail se croisent des pratiques et techniques variées au travers de pratiques du noise (ou musique bruitiste), de la saturation, du détournement et de la réappropriation (bruits, sons délaissés, sons résiduels, sons ambiants, accidents, saturations, feedbacks acoustiques et d'appareils électroniques, drones, amplification de sons inaudibles, processus aléatoires de production sonore, superpositions de traitements sonores électroniques et numériques, manipulations d'enregistrements, et du presque-silencieux au harsh noise). Sans attaches à un mouvement ou à un genre particulier, ni à un formalisme quelconque, il travaille sur la physicalité du son, c'est-à-dire sur la réception directe du son dans toutes ses dimensions, amplitudes et énergies dont il faut faire l'expérience par l'écoute. Ses réalisations proposent à chaque fois ce rapport physique à l'écoute et une immersion qui requiert un temps long d'attention et d'écoute.
L'ensemble de sa démarche artistique repose sur une conception et une pratique de la composition live, c'est-à-dire l'exploration sonore et musicale, in-tempo et in-situ, en concert (entre composition, improvisation et comprovisation), à partir de configurations instrumentales informatiques, électroacoustiques et télématiques. Ses performances et œuvres improvisées et composées sur ordinateur — devenant un instrument à part entière —, en jouant sur les matières, les densités et les intensités, produisent des moments d'immersion sonore et d'expérience d'écoute sur des durées généralement assez longues, propices à des entremêlements électroniques et acoustiques.
Ainsi les questions liées aux « auditoriums », lieux, espaces et moments d'écoute, en tant que dispositifs de perception, d'attention et d'immersion, sont continuelles dans son travail : faire de la musique est « fabriquer des écoutes », quels que soient les espaces d'écoute, les supports et les dispositifs (il parle ainsi de « musique étendue »). 
Entre sons électroniques live et enregistrés et sons instrumentaux performés et déformés, entre dispositif de concert et systèmes programmés, entre musique sociale, populaire et savante, et tout à la fois, ses œuvres ne jouent d'aucun principe explicite et explorent les relations entre techniques, technologies (autant les anciennes que les plus récentes), et la perception de nos espaces, environnements et contextes (et en quoi ceux-ci modifient notre expérience de ce qui fait musique).

## La musique en réseau
Depuis 1995, Jérôme Joy expérimente aussi des dispositifs de musique en réseau et de télémusique (en solo ou en collectif, tel un ensemble de musiciens répartis géographiquement et jouant simultanément face à un ou des publics). Il crée sa première œuvre instrumentale en réseau pour le Festival Manca (combiné au Festival Lust à Londres) en 1997, après avoir créé l'année précédente une œuvre électronique intégralement en réseau. Quelques années auparavant, il collabore sur un projet d'architecture à Paris, qui restera non réalisé, en concevant une architecture sonore temps réel, Un Passage Parisien, combinant transmissions de sons par satellite, mixages automatisés en direct, live-electronics et spatialisations mobiles.
L'enjeu est la composition de musiques par le réseau ou pour le réseau, c'est-à-dire expérimenter et engager une musique qui ne pourrait exister (et n'être conçue) que par les conditions mêmes des réseaux. En cela, il explore une extension de l'organologie musicale et une écriture idiomatique spécifique à ces environnements et dispositifs. Cet intérêt l'a amené à explorer les conditions de la production musicale, au travers de celles du public, de la « salle de concert », des économies qui y sont liées (droit d'auteur, licences et technologies libres, publications cd), et des dispositifs de cocréation.
En 2002, il publie sur Internet le « manifeste » pizMO pour des « pique-niques » musicaux, temporaires et télématiques, se positionnant pour une musique expérimentale à l'encontre de l'industrie musicale, et, le texte LABO, publié sous un pseudonyme dans plusieurs revues internationales, qui milite, de son côté, pour des collectifs autogérés, « en plein air » : des « artels » et non des labels.

## La recherche
Dans le cadre de la recherche Jérôme Joy développe depuis 2004 avec l'équipe du laboratoire de recherche Locus Sonus les projets Locustream (réseau de microphones ouverts en permanence et placés tout autour du globe, comme autant de ressources sonores en flux et en streaming pouvant être utilisées par d'autres artistes comme matériaux dans des œuvres), et le NMSAT (Networked Music & SoundArt Timeline), un historique de la télémusique, à partir duquel il retrace une archéologie et une généalogie de l'écoute à distance et de l’organologie de ces dispositifs d’écoute et de la musique en réseau, dans l'histoire et dans l'actualité). 
Son principal sujet de recherche depuis quelques années (en recherche-création), au sein du travail de composition en premier lieu, et ensuite au travers de publications d'articles, est la notion de « musique étendue » (extended music) au travers de différents paradigmes qu'il explore : « Les Auditoriums Internet et l'écoute à distance » (Distance Listening — Internet auditoriums, A new paradigm of the listening into the contexts of networked music and sound art, qui est son sujet de recherche à l'université Laval Québec), la « télémusique » (Histoire de la télémusique), et l'organologie de la musique en réseau (instrumentariums et typologie).

## Œuvres
| Musique instrumentale | Musique électronique, électroacoustique et radio | Projets collectifs et en réseau (Internet) |
| --- | --- | --- |
| - Klar (2011/12) clar., computer - picNIC (2002/03) instr. électron., spat, computer - Plus/Moins (2001) sax, po, fl, perc, mic, cd - Holo (2000) sax, trait., computer - Gestes (1998) kat, sampler, cd - Motifs (1997) vibraph, cd - Pièce Stéréophonique (1995) clar, computer - Solo Doble (1994) sax, trait. - Overwritten Solos (1994) sax, cd, video - Chemins pour flûte basse (1994) fl bss - Activités (1994) clar, vx, cd - The playing ones (1992) sax, fl, trait - Bande magnétique pour un flûtiste (1992) fl, cd - Quat (1988) 2 vln, alt, vlc - Instrumentalvarie (1987) perc, hrp, clar, cor, vx - Trio Composicio (1986) vln, alt, vlc - Chemin/Improvisation pour piano (1985) po - Chorale (1985) chœur, ens. cordes - L’Ultime (1984) synth, guit. électr., vx - Rien n’est jamais tout à fait achevé (1983) guit. basse électr. | - Canal (2012) - Paris-Bordeaux (2011) (w/ Jean Dupuy) - Musiques Populaires Recomposées (Set of Re-composed Folk Tunes) (2011) - Orient-Express (2010) - LocustreamMix (2010) - Locked-Out in the Michigan Ave. (2009) - Sobralasolas ! ep.1 (2007/2009) (w/ Caroline Bouissou, DinahBird, Björn Eriksson, Kaffe Matthews, Gregory Whitehead) - So-Low (2006/08) - You Phonio Saxo (2006) - Série des Caroline (2005/2007) (Les Essais de Caroline [1], Caroline en Silence [2], Caroline Boréale [3]) - PHPJSMBFDCJ (2005) - Chip - Phonographie (5) (2004) - MONO (2003) - Pour JW (1998) - Montage (1998) - Duo Vocal (1998) - Communiqués (1997/2005) - Sadie Music (1997) (w/ Claudia Hart) - Piano Instrument (1997) - Mégaphonies (1997) - Phonographie (3) (1993) - Auditorium pour CB (1992) - AEIOU (1992) (w/ Doris Herrmann) - Études Play/Replay (1990/92) - Puzzles (1989) - Phonographie (2) (1989) - Ensemble (1989) - Cd modifié (1988) - Aulos (1987) - Occupations - Phonographies (1) (1986) - Petits Moments Musicaux (1985) - Phonographies montées : Auditorium 1 pour JMM (1985) - Micro-Phones (1984) - Stravinskymontage, etc. (1984) (w/ David Ryan) - L’Avant-Monde (1984) (w/ David Ryan) - Un Essai d’Occupation (1982) | - JOKTTJJEG (2012/…) - Nnybinap (ppppp) (2009/…) - Sobralasolas ! (2007/…) - pim (2007/…) - Joystinckler (2005) - Compatible/Téléchargeable (2004/05) - picNIC (2002/03) - RadioMatic (2001/03) - pizMO (2001/05) - PacJap (2000/03) - AudioLab (1999/2002) - Interludes (1999) - Forum Hub (1999/2002) - Collective Radio (1997/2000) - Collective JukeBox (1996/2004) - Habitation (1995/96) - HAMT, projet d’architecture musicale (1992) |
| ............ | | |

| Télémusique (musique Internet) | Musique improvisée | Autres |
| --- | --- | --- |
| - Synema (2012) - Sobralasolas ! ep.2 (2010) (w/ Caroline Bouissou, DinahBird, Björn Eriksson, Emmanuelle Gibello, Kaffe Matthews) - Fuurin Nocinema (2009) - Nocinema AudioMix (2009) - Nocinema Interludes (2008) - Locustream Audio Tardis (2008) (w/ Locus Sonus) - Sobralasolas ! épisode 1 (2007) - RadioMix (2006) - RadioMatic (2001) w/ RadioStudio Bauhaus Univ., Ralf Homann - nocinema.org (1999) (w/ Magali Babin, DinahBird, Christophe Charles, Yannick Dauby, Chantal Dumas, Emmanuelle Gibello, Luc Kerléo, Alain Michon, Jocelyn Robert, Erin Sexton) - Gestes (1998) - Midiphonics (1997) - Vocales (1996) - Participations aux événements NoMusic (1999-2007), Le Placard (2000), Flood Tide de John Eacott (2011/...), et remote instrumentalist pour Netrooms de Pedro Rebelo (2008/2010) | - pim ckut (2012) (w/ Éric Létourneau (JJEL), Montréal) - Sobralasolas ! ep.3 (2012) (w/ Caroline Bouissou, Björn Eriksson, Nathalie Fougeras, Emmanuelle Gibello, Eric Letourneau) - JOKTTJJEG (2012/…) (w/ Julien Ottavi, Kasper T. Toeplitz, Emmanuelle Gibello) - pim mtl (2010) (w/ Magali Babin, Montréal) - pim tk (2010) (w/ Taniguchi Akihiko, Christophe Charles, Tokyo) - Sobralasolas ! ep.2 (2010) (w/ Caroline Bouissou, DinahBird, Björn Eriksson, Emmanuelle Gibello, Kaffe Matthews) - pim bl (2009) (w/ Emmanuelle Gibello, Berlin) - pim ykhm (2009) (solo, Yokohama) - pim ld (2009) (w/ Julien Ottavi, London) - pim chi (2008) (w/ Eric Leonardson, Chicago) - pim pr (2008) (w/ Emmanuelle Gibello, Paris) - pim mc (2008) (w/ Kaffe Matthews;, Monaco) - pim qc (2007) (solo, Québec) - playground (2006) (w/ DinahBird, Marseille) - D-System (2003) (PacJap ; Marseille, Nagoya) - nim (2003) (pizMO, w/ Julien Ottavi, Yannick Dauby) - picNIC (2002/03) (w/ Formanex) - i.p. (2003) (pizMO) - pefalm (2001) (pizMO) - mediatec (2001) (pizMO) | - Architecture & Musique : - Un passage Parisien / HAMT (1992/94) (en collaboration avec Jean de Giacinto et Duncan Lewis) - Filmographie : - April in Kilcrohane (1997) & La Roumanie (2001) (en collaboration avec François Magal / NoFilm) - Orient-Express (2010) (en collaboration avec Stéphan Barron) - Pour la télévision : - CollageTV (juil-sept 1997) (VTV Vorarlberger Television, Bregenz Kunstverein, Autriche) |
| | | |

## Discographie
- Chemins pour flûte basse (Christian Maestri, 1995)
- Pièce stéréophonique pour clarinettes enregistrées (#29) (Villa Arson, 1995)
- Mégaphonies (Les Ateliers / CCCL Alexandrie 1997)
- Mégaphonies (Sound Box 1.0, Kiasma Museum, 1997)
- Montage (Octandre, 1999)
- Duo Vocal (Erratum Musical #2, 1999)
- Overwritten Solos (EAC, 1999)
- pizMO / pefalm (Tiramizu, 2003)
- pizMO / nim (33 tous - Ten Hours of Sound from France, SFMOMA / 23five Incorporated, 2003)
- Mono (Tiramizu, 2003)
- picNIC (Fibrr Rec, 2004)
- pizMO / ip (Tiramizu, 2005)
- PacJap / d-system (Tiramizu, 2005)
- Sobralasolas ! ep.1 (Ohm Avatar, 2009)
- LocustreamMix (《Around 聽在》sound catalog, soundpocket, 2010)
- Sobralasolas ! ep.2 (excerpt) (EBU ARS ACUSTICA - ART'S BIRTHDAY 2005-2010, 2011)

Et en collaboration avec Brunhild Meyer-Ferrari :
- Chantal, ou le portrait d'une villageoise (1977-1978), de Luc Ferrari (Ohm Avatar, 2009)